# Сементух Василь Антонович
Сементух Василь Антонович (псевдо: «Ярий», «Панас») (1921 с.Облапи, тепер Ковельський район, Волинська область — †17 січня 1954 с.Буцинь, Старовижівський район, Волинська область) — український політичний і військовий діяч, окружний провідник Ковельщини у 1948-1954 роках.

## Життєпис
Сементух Василь син Антона народився 1921 року в селі Облапи (тепер Ковельський район).
Сементуху Василю було доручено формування боївки для рейду в Прибалтику на нараді з окружними провідниками Волинської області «Аркасом» (Луцька округа), «Ярим» (Ковельська округа), «Борисом» (Берестейська округа). Боївка з 12-ох повстанців під командою районного Камінь-Каширського району Рибака рушила в Білорусь.

## Загибель
Вся група на чолі з «Ярим» загинула 17 січня 1954 року в селі Буцин Старовижівського району. Криївка боївки «Ярого» розміщувалась у багатолюдному селі Буцин де була МТС, а поруч дорога Ковель – Брест. НКВС запідозрили сторожа Миколу Лабнюка. Зокрема його дружина часто їздила за покупками в Ковель, а син брав у бібліотеці багато книг. За свідченнями Антоніни Іванівни Бодюк, що працювала в той час вчителькою. Штурм 11-м загоном ВО УО МВС розпочався зранку кулеметною стріляниною. Карателі трьома колами оточили хату Лабнюків, повстанці відстрілювалися. Енкаведисти запалили хату, де знаходився «Ярий» з боївкою. Під прикриттям диму надвір вискочило троє чоловік. Одного одразу застрілили біля хати. «Христя» засіла біля кулемета, прикриваючи відхід друзів з палаючої хати. Ярий з побратимом відходив, відстрілюючись, у бік лісу, але їх було поранено й щоб не потрапити в руки ворогу, вони застрілились. У той же час рухнула на хаті палаюча стріха і навіки замовкла славна дочка України. Відважна кулеметниця «Христя».
Після цього трупи повстанців були завезені в село для опізнання. Зокрема серед вбитих були – Василь Сементух «Ярий» з села Облапи Ковельського району, Степан Балецький, син Митрофана, псевдо «Ярема», «Живий», 1931 р.н.; Віра Королюк, дочка Василя, псевдо «Христя», 1923 р.н.; Олександер Корпун, син Методія, псевдо «Кравченко», «Давид», 1926 р.н. з села Ниці Старовижівського району.